# 法伊兹甘杰
法伊兹甘杰（Faizganj），是印度北方邦Budaun县的一个城镇。总人口10036（2001年）。

## 人口
该地2001年总人口10036人，其中男性5418人，女性4618人；0—6岁人口2143人，其中男1145人，女998人；识字率33.52%，其中男性为42.01%，女性为23.56%。